# ناهکی ویلز
ناهکی ویلز (انگلیسی: Nahki Wells؛ زادهٔ ۱ ژوئن ۱۹۹۰) بازیکن فوتبال اهل برمودا است.
از باشگاه‌هایی که در آن بازی کرده‌است می‌توان به باشگاه فوتبال برادفورد سیتی، باشگاه فوتبال کارلایل یونایتد، و باشگاه فوتبال هادرزفیلد تاون اشاره کرد.
وی همچنین در تیم ملی فوتبال برمودا بازی کرده‌است.